# La decapitación de san Juan Bautista (Niklaus Manuel)
La decapitación de san Juan Bautista (en alemán: Die Enthauptung des heiligen Johannes des Täufers) es un cuadro realizado por el pintor suizo Niklaus Manuel. Mide 33 cm de alto y 25 cm de ancho, y está pintado al temple sobre tabla de abeto. Data aproximadamente de 1517 y se encuentra en el Museo de Arte de Basilea. 

## Historia y descripción

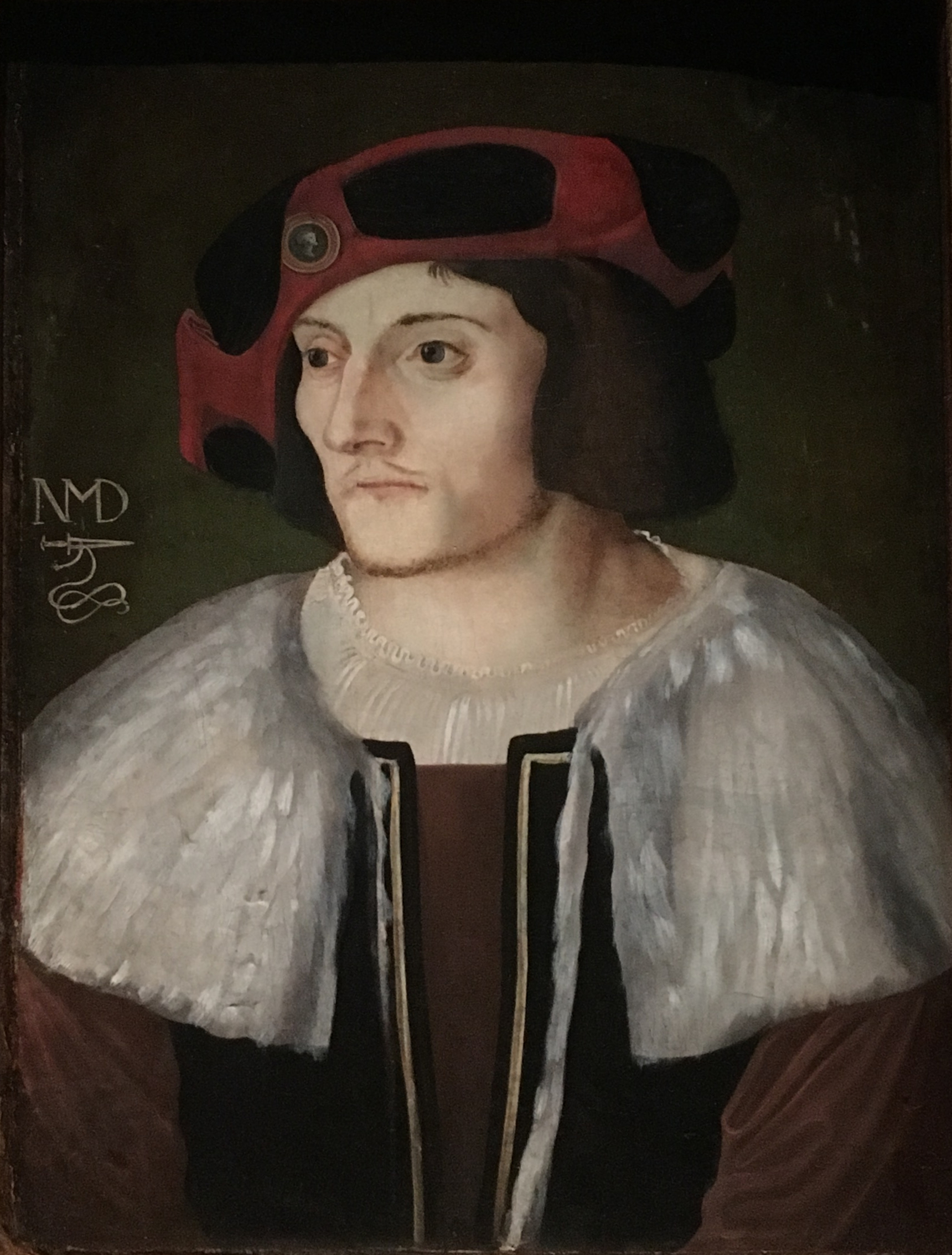
Niklaus Manuel

Niklaus Manuel (también conocido como Niklaus Manuel Deutsch, es decir, «alemán») fue un pintor suizo. Iniciado en la tradición gótica, denotó la influencia de la escuela del Danubio, marcada por el grafismo enérgico y el fuerte cromatismo. En la última etapa de su obra mostró la influencia del Renacimiento italiano, especialmente de la escuela lombarda, lo que se denotó en composiciones más monumentales y equilibradas.
Esta obra se cita por primera vez en un inventario de 1586 como Enthöptung Joannis mit blitz und tonder («Degollación de Juan con relámpagos y truenos»), obra de «Manüel Tütsch» de Berna. Fue adquirido en 1662 por la ciudad de Basilea, en cuyo museo de arte se encuentra.
El cuadro representa la decapitación de Juan el Bautista, un episodio narrado en los evangelios (Nuevo Testamento). El rey Herodes Antipas tenía encerrado a Juan en un calabozo porque le reprochaba su matrimonio con Herodías, una mujer divorciada. En una fiesta de cumpleaños del rey, Salomé, hija de Herodías, bailó para él, y tanto le gustó la danza que el monarca le prometió concederle cualquier deseo; Salomé pidió la cabeza del Bautista en una bandeja de plata. Una vez se la entregaron los guardias, Salomé entregó la cabeza a su madre (Mateo 14:1-12, Marcos 6:14-29 y Lucas 9:7-9).
La escena está representada justo en el momento posterior a la decapitación: el verdugo, ataviado con ropajes medievales contemporáneos al artista, aparece en el centro, en la parte inferior del cuadro, con la cabeza del Bautista en la mano izquierda, mientras que con la derecha sostiene una bandeja que entrega a Salomé; se intuye que la acción siguiente sería depositar la cabeza en la bandeja. Entre ambos, mirando la escena, se encuentra Herodías, señalando con el dedo dónde el verdugo debe colocar la cabeza; madre e hija van ataviadas con lujosos vestidos también a la moda medieval, con sombreros terminados en alas. Por detrás de ellas aparece una tercera mujer, más vieja, probablemente una sirvienta, aunque podría ser una representación de Satanás como instigador final, al que en ocasiones se le representaba como una vieja fea. A la derecha de estos personajes dos hombres se llevan el cuerpo del profeta en unas parihuelas, atravesando un portal; a uno de ellos, que ya ha cruzado, solo se le ve una pierna. A los pies del verdugo se ve la espada de la decapitación, en medio de un charco de sangre. Al fondo se ve vegetación y un castillo, mientras que en la zona superior se ve un cielo nuboso de ambientación nocturna, con diversos y enigmáticos efectos atmosféricos: arco iris, relámpagos y una estrella rutilante que esparce sus rayos de luz plateada. De esquina a esquina de la parte superior cuelga una guirnalda de flores de color blanco, de la que en su parte central brotan las letras MD (por Manuel Deutsch) y una daga suiza, un instrumento muy común en la época en Suiza, que el artista solía emplear en su firma.
En esta imagen, Salomé aparece ataviada con un vestido de cintas a la moda de la época, mangas abullonadas y sandalias italianas, con un generoso escote, con una apariencia que la hacía parecer a los ojos de sus contemporáneos como una mujer pública, semejante a alguna otra que el pintor retrató en otras obras suyas. Por su parte, el verdugo viste una camisa blanca de amplias mangas, una chaqueta de terciopelo negro de corte asimétrico y unas calzas de rico colorido, cada pierna diferente: una con listas a lo largo y otra con una cenefa y acuchillada para dejar ver la seda de debajo. Era un atuendo típico de los mercenarios suizos de la época, muchos de los cuales se ganaron la vida en las guerras entre Francia y España, la mayoría con Italia como telón de fondo. Por otro lado, la pose del verdugo es de espadachín, una pose en guardia aunque sin la espada. Cabe tener en cuenta que el propio artista sirvió un tiempo como mercenario.